# دیوید کریک
دیوید کریک (انگلیسی: David Carrick; ۵ دسامبر ۱۹۴۶ – ۱ ژوئیهٔ ۱۹۸۹) بازیکن فوتبال اهل بریتانیا بود.
از باشگاه‌هایی که در آن بازی کرده‌است می‌توان به باشگاه فوتبال پرستون نورث اند، باشگاه فوتبال آلترینچام، باشگاه فوتبال مکلسفیلد تاون، باشگاه فوتبال ویتون آلبیون، باشگاه فوتبال ولورهمپتون واندررز، باشگاه فوتبال روچدیل، باشگاه فوتبال استالی‌بریج سلتیک، باشگاه فوتبال پورت ویل، و باشگاه فوتبال ورکسام اشاره کرد.